# 哈丁战役
哈丁战役（英語：Battle of Hattin）是第三次十字军東征中，在1187年7月4日星期六以色列北部發生的一場大會戰。伊斯蘭軍司令阿尤布苏丹萨拉丁大勝十字军，俘虏耶路撒冷王居伊、其兄阿马里克、安条克名將沙蒂永的雷纳德、圣殿骑士团团长傑拉德·迪·雷德福，以及為數眾多的十字軍貴族將領。此役中阿克大主教战死，基督军作戰攜帶的圣物真十字架落入穆斯林手里。

## 战役
1187年，撒拉丁集合其军队于豪兰山区太巴列以东的阿什塔拉，下达作战命令给众多的埃米尔，并布置陣勢如下：自己指挥中路，侄子塔吉丁负责右翼，副手格克贝里负责左翼。6月26日（星期五），大军移動到太巴列正北山区，它由北向东延伸约15英里。
7月1日，撒拉丁渡过约旦河，包围太巴列，隔日攻下该城。但雷蒙德的妻子埃施瓦伯爵夫人死守城中营堡，並向耶路撒冷國王呂西尼昂的居伊求援。
同日夜间，基督军决定进军救援。雷蒙德起先力主留在萨富里雅，众人也接受。但沙蒂永的雷纳德反对，指責他是懦夫和穆斯林的朋友，並受到两个骑士团长附和。居伊於是决定前进。
7月3日，基督军開往太巴列中途穿越沙漠時，在哈丁角（Horns of Hattin）不断遭到伊斯蘭教軍隊袭击，当晚安营於两座山間的斜坡处時，却发现該處的水井已经乾枯。他们整日缺少飲水，萨拉丁又下令点火生煙，扇到他们营地，增加他们的痛苦。
4日早晨，萨拉丁发起进攻。法蘭克步兵自行列阵衝往湖边，遭到穆斯林骑兵的分割和屠杀。骑士们单独奋战一整天，几乎全军覆没，雷蒙德率领自己的骑兵冲出重围。居伊国王被俘，阿卡主教阵亡，沙蒂永的雷纳德被俘处死，“真十字架”落入穆斯林手中。

## 延伸閱讀
- Baldwin, M. W., , Princeton: Princeton University Press, 1936
- Brundage, James A., , , Milwaukee: Marquette University Press, 1962
- Delcourt, Thierry ed., , Cologne: Taschen: 145, 2009, ISBN 978-3-8365-0555-0
- Edbury, Peter W., , Aldershot: Ashgate, 1996, ISBN 1-84014-676-1
- Gillingham, John, , Yale English Monarchs, New Haven: Yale University Press, 1999, ISBN 0-300-07912-5
- Holt, P. M., , New York: Longman, 1986, ISBN 0-582-49302-1
- Lyons, M. C.; Jackson, D. E. P., , New York: Cambridge University Press, 1982, ISBN 0-521-22358-X
- Nicholson, R. L., , Leiden: Brill, 1973, ISBN 90-04-03676-8
- Nicolle, David, , Osprey Publishing: 96, 1993, ISBN 1-85532-284-6
- Nicolle, David, , Westport, CT: Praeger Publishers, 2005, ISBN 0-275-98840-6
- Phillips, Jonathan, , New York: Longman, 2002, ISBN 0-582-32822-5
- Runciman, Steven, , Cambridge: Cambridge University Press, 1952
- Setton, Kenneth (编), , Philadelphia: University of Pennsylvania Press, 1958  [2012-09-08], （原始内容存档于2015-03-03）

## 外部連結
- Excerpt from the Chronicle of Ernoul at Internet Medieval Sourcebook
- De Re Militari: The Society for Medieval Military History（页面存档备份，存于）